# Jasper de Jong (judoka)
Jasper de Jong (Vlaardingen, 25 februari 1986) is een Nederlandse judoka. Hij traint in Haarlem bij Kenamju.
Bij zijn internationale debuut, op de wereldkampioenschappen judo 2011 in Parijs, eindigde De Jong op de negende plaats in de klasse tot 66 kilogram, nadat hij verloor in de achtste finales. Het lukte hem niet zich te kwalificeren voor de Olympische Zomerspelen 2012 in Londen.

## Resultaten
| Jaar | OS            | WK          | EK            |
| ---- | ------------- | ----------- | ------------- |
| 2011 |               | 9e tot 66kg | geen deelname |
| 2012 | geen deelname |             | 17e tot 66 kg |